# Matteo Graziano
Matteo Graziano   (Calatafimi Segesta, 9 de maig de 1941 - Palerm, 26 d'octubre de 2013) va ser un polític i geòmetra sicilià.
Va treballar com a geòmetra i va desenvolupar activitat sindical a la CISL. Adherit també a la Democràcia Cristiana Italiana, fou elegit diputat a l'Assemblea Regional Siciliana a les eleccions regionals de Sicília de 1986 i 1991. Va ser assessor de la presidència regional, assessor de territori i medi ambient i finalment president regional el 1995-1996.
Després de la desfeta del seu partit no va renovar escó de diputat a les eleccions de 1996. Va ingressar primer a Forza Italia, però després marxà a Renovament Italià, amb el que el 1997 fou candidat a l'ajuntament de Palerm, però no fou escollit. Després marxà a la Margherita i després ingressà al Partit Democràtic. Fou candidat al Senat d'Itàlia per l'Unione a les eleccions legislatives italianes de 2001, però no fou escollit. També es presentà dins la llista de Leoluca Orlando a les eleccions regionals de Sicília de 2001, però tampoc fou escollit. Després d'això deixà la política activa. El 2009 abandonà el PD per a ingressar en la Unió de Centre.